# Ademar José Gevaerd

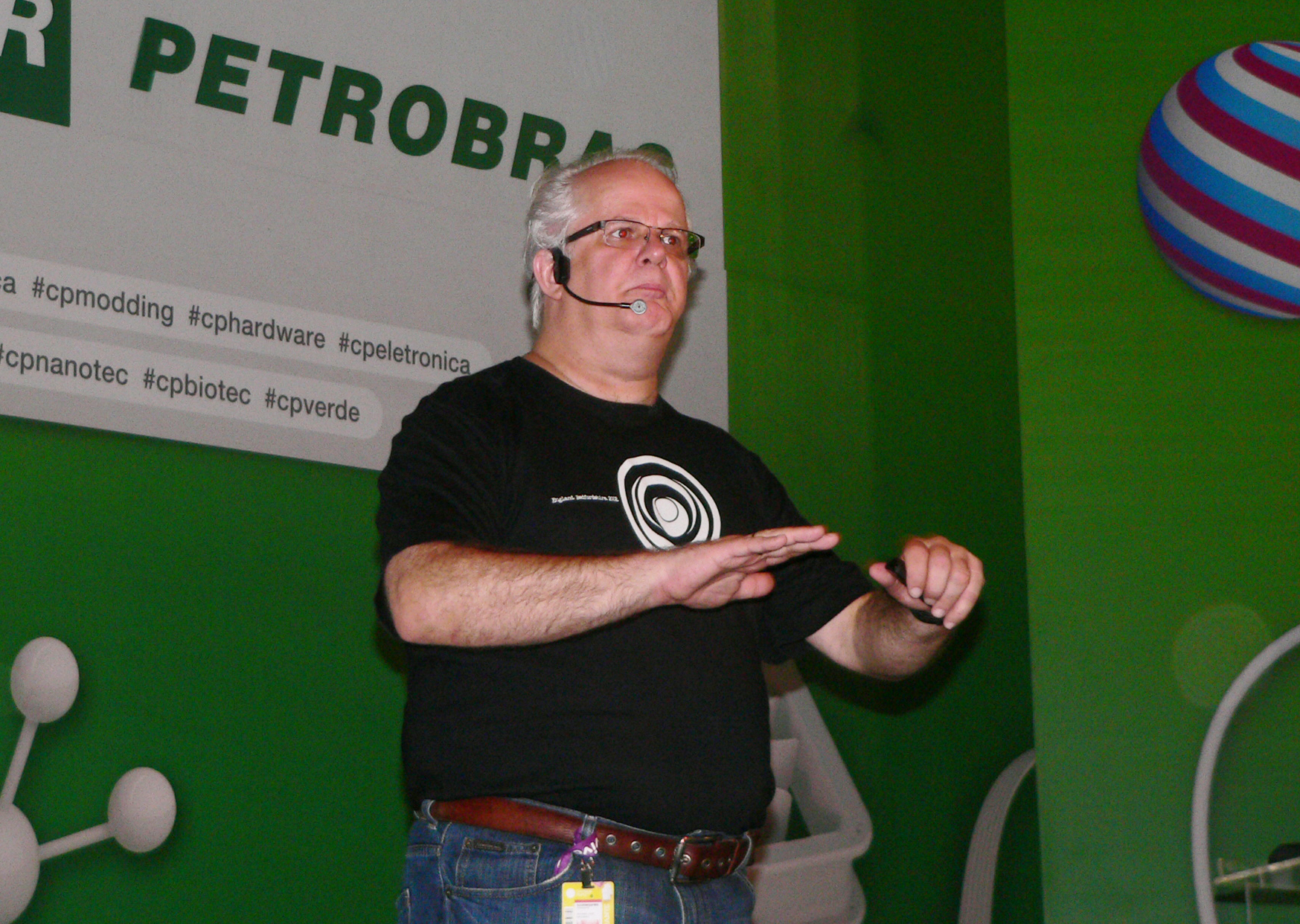
A.J. Gevaerd đang diễn thuyết về vòng tròn đồng ruộng tại phiên bản thứ sáu của Campus Party Brasil

Ademar José Gevaerd (19 tháng 3 năm 1962 – 9 tháng 12 năm 2022, còn được gọi đơn giản là A. J. Gevaerd) là nhà UFO học người Brasil, hoặc chuyên gia nghiên cứu về Vật thể bay không xác định (UFO). Ông là biên tập viên của Revista UFO (Tạp chí UFO), người sáng lập và giám đốc của Trung tâm Nghiên cứu Đĩa bay Brasil (CBPDV) và Giám đốc Brasil của Mạng lưới UFO Song phương (MUFON). Ông đại diện cho Brasil tại Trung tâm Nghiên cứu UFO (CUFOS). Ông từng xuất hiện trên mạng Globo, kênh Discovery Channel và History Channel. Gevaerd tới nói chuyện ở nhiều thành phố ở Brasil và 29 quốc gia khác, và đã thực hiện hơn 700 cuộc điều tra thực địa về các trường hợp UFO ở Brasil. Ông được mô tả là một trong những nhà UFO học được giới chuyên môn kính trọng nhất.

## Thiếu thời
Ngày 6 tháng 3 năm 1982, khán giả trong một trận bóng đá tại sân vận động Morenão ở Campo Grande đã nhìn thấy một vật thể hình điếu xì gà với đèn ở mỗi đuôi bay lướt trên đầu. Vào thời điểm đó, Ademar José Gevaerd đang giảng dạy hóa học ở Maringá, bang Paraná. Tin chắc rằng vật thể là một chiếc đĩa bay và nghe ngóng những cảnh chứng kiến khác cùng lúc ở São Paulo, Paraná, Argentina, Bolivia và Paraguay, ông quyết định thực hiện một nghiên cứu chuyên sâu hơn về UFO. Năm 1985, ông ra mắt tạp chí Ufologia Nacional & Internacional, đã ngừng xuất bản vào năm 1986. Năm 1988, ông bắt đầu Tạp chí UFO, vẫn được xuất bản vào năm 2014. Năm 1986, ông rời bỏ công việc giảng dạy để cống hiến toàn thời gian cho UFO. Tạp chí UFO hàng tháng hiện có số lượng phát hành 30.000 bản. Gevaerd còn điều hành Trung tâm Nghiên cứu Đĩa bay Brasil, với 3.300 thành viên. Trong khi tham dự một hội nghị ở Las Vegas vào năm 1992, bản thân ông đã trải nghiệm một cái gì đó có thể là UFO khi đang lái xe trên sa mạc Nevada ở Mỹ, gần căn cứ quân sự Khu vực 51.

## Quan điểm về UFO

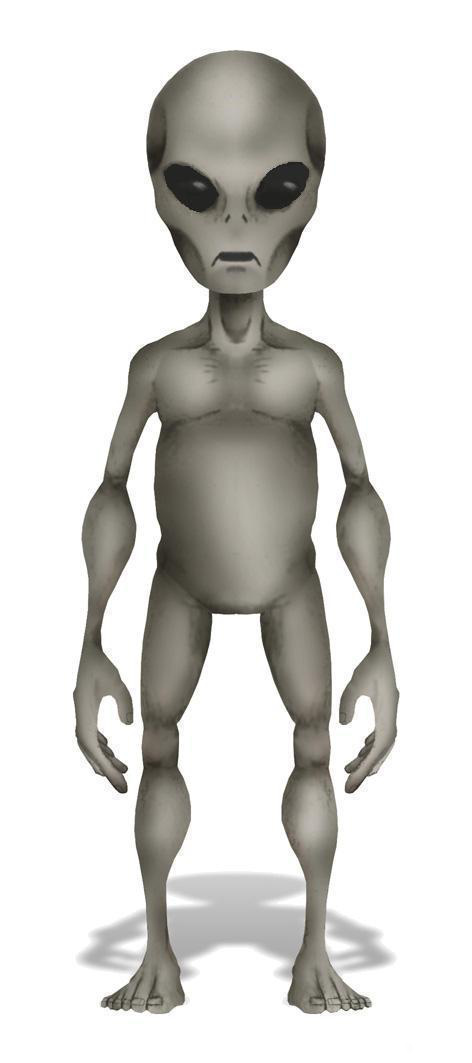
Ấn tượng trong bức tranh vẽ một người ngoài hành tinh xám

Tại một hội nghị năm 1996 ở Chile, Gevaerd đã báo cáo rằng những vụ chứng kiến UFO trên khắp thế giới đã tăng hơn 200% trong năm qua. Ông nói ""có những nơi đã tăng 400 phần trăm. Điều này có nghĩa là một làn sóng UFO thực sự đến thăm Trái đất và tôi có thêm hơn [sic] 100 mẫu slide để chứng minh điều đó." Phát biểu tại Hội nghị Chuyên đề về UFO Quốc tế Úc ở Brisbane, Queensland, Úc vào tháng 10 năm 1996, ông đã thảo luận về hai sinh vật ngoài hành tinh được cho là bị quân đội bắt giữ sau khi chiếc tàu vũ trụ của họ bị rơi ở Varginha, Brasil vào ngày 20 tháng 1 năm 1996. Sự mô tả về một trong những sinh vật tương tự như chủng xám ngắn đúng chuẩn, nhưng nó có làn da nâu bóng nhờn, đôi mắt đỏ và những chỗ lồi có thể là sừng. Cả hai sinh vật lạ này đã được nhiều nhân chứng tận mắt nhìn thấy, nhưng quân đội cảnh báo họ không được thảo luận về chủ đề này. Nói về chuyện sau đó, ông kể rằng sáu sinh vật lạ đã bị bắt và một số phần từ UFO của họ bị giữ lại. Có những nhân chứng trong số những người lính cứu hỏa là những quan chức đầu tiên trên hiện trường và quân đội đã xác nhận chuyện này.
Năm 1997, Ủy ban các nhà UFO học Brasil của Gevaerd đã tổ chức Diễn đàn Thế giới Đầu tiên về UFO học ở Brasil, được tổ chức tại Brasília. Trả lời câu hỏi của khán giả trong một chương trình trò chuyện năm 2001, ông đã mô tả những tiến bộ tuyệt vời được thực hiện trong ngành UFO học vào những năm gần đây, và đặc biệt là ở Brasil, nơi ông mô tả là một trung tâm nghiên cứu hàng đầu. Ông bảo vệ việc nghiên cứu nghiêm túc về UFO chống lại những kẻ lừa đảo tìm cách kiếm tiền và các nhà bình luận đã chế giễu chủ đề này. Ông đã thảo luận về nhiều trường hợp chứng kiến được ghi nhận trong nguồn tài liệu xa xưa, bao gồm những câu chuyện trong Kinh Thánh. Ông lưu ý rằng có bằng chứng cho thấy người ngoài hành tinh đã tham gia vào việc xây dựng các kim tự tháp Ai Cập. Ông nói rằng nhiều chủng tộc ngoài hành tinh khác nhau đã từng đến thăm Trái Đất và vì một lý do nào đó, tất cả đều có hai cánh tay, thân, hai chân và đầu.
Gevaerd đã tố cáo nhân vật đầy tranh cãi Urandir Fernandes de Oliveira, nói rằng ông ta đã giả mạo hình ảnh UFO bằng các thiết bị như bút laser. Nói về một video chiếu cảnh đĩa bay qua Haiti được đăng tải trên YouTube vào cuối năm 2007, đã có hơn 8 triệu lượt truy cập trên YouTube, ông cho biết "Đó là hiện tượng UFO lớn nhất trong 10 năm qua. Nhưng đó là một sự gian lận có chủ ý. Những thứ này, trong khi chúng truyền bá ngành UFO học, thật kinh tởm." Ông nói rằng việc vạch trần gian lận là một công việc chính đối với các nhà UFO học: dễ dàng sản xuất và tung video khiến việc phân tách những điều bịa đặt ra khỏi hiện tượng không thể giải thích được.
Tháng 7 năm 2008, Gevaerd đã hỏi "Nếu chúng ta đã có loại máy móc có thể điều tra mẫu đất trên Sao Hỏa, tại sao những sinh vật ngoài hành tinh khác lại không thể phát triển công nghệ để đến Trái Đất?" Ông nói rằng vấn đề là chính phủ của nhiều quốc gia coi chuyện này là một điều tối mật, nhưng bày tỏ hy vọng rằng các nhà hoạch định chính sách đang bắt đầu thay đổi thái độ của họ. Tháng 8 năm 2008, ông tuyên bố rằng sự chấp nhận sinh vật ngoài hành tinh chưa bao giờ cao hơn. Ông nói rằng 6 hoặc 7 trong số 10 người được thăm dò ít nhất đã chắc chắn một điều là chúng ta không đơn độc trong vũ trụ và chúng ta được các loài khác đến thăm.
Tháng 2 năm 2007, bộ phim tài liệu dài Fastwalkers đã được phát hành, bao gồm các cuộc phỏng vấn của Gevaerd và những người khác về chủ đề UFO và người ngoài hành tinh. Tháng 7 năm 2007, văn phòng của Tạp chí UFO bỗng nhiên bị lùng sục, lấy đi thông tin có giá trị từ các tủ thư mục, cùng với bốn máy tính. Một sĩ quan cảnh sát cho biết "rõ ràng hành động này được khởi xướng và thực hiện bởi các phần tử có kiến thức về hoạt động của Tạp chí UFO, kinh nghiệm về máy tính và biết nơi tìm các tập hồ sơ quan trọng nhất của công ty." Gevaerd nói rằng những nỗ lực ngừng xuất bản sẽ có tác dụng ngược lại. Tuần đó, tạp chí đã ra mắt bộ phim tài liệu DVD thứ 25, The Phoenix Lights, mô tả một trong những làn sóng UFO lớn nhất từ các hãng tin, vào tháng 3 năm 1997, tại thành phố bang Arizona, Mỹ.
Gevaerd là một diễn giả chính vào tháng 6 năm 2008 tại Hội nghị Chuyên gia UFO học Quốc tế đầu tiên ở Lisboa, thảo luận về Sự kiện UFO Varginha. Tháng 8 năm 2009, ông là diễn giả chính tại một hội nghị UFO học ở San Clemente, Chile. Ông được dự đoán là diễn giả tại Liên hoan Phim và Hội nghị Quốc tế về UFO Thường niên lần thứ 18 tại Laughlin, Nevada vào tháng 2 năm 2009, nói về nhu cầu công chúng đòi chính phủ phải công bố thông tin về sự sống ngoài Trái Đất.

## Vòng tròn đồng ruộng
Thảo luận về những trường hợp nhìn thấy UFO và các vòng tròn đồng ruộng xuất hiện gần Riolândia, São Paulo vào tháng 1 năm 2000, ông nói rằng những cây sậy uốn cong không phải là bằng chứng. Những gì được tính đến là sự xuất hiện của các vật thể dạng đĩa. Năm 2002, Gevaerd đã điều tra các vòng tròn đồng ruộng trên các cánh đồng vùng Alton Barnes ở miền nam nước Anh, cách khu nghỉ mát Avebury 30 km. Ông suy đoán rằng các vòng tròn và thiết kế khác trong những cánh đồng của Anh đại diện cho một số loại thông điệp được mã hóa. Vào tháng 11 năm 2008, các vòng tròn đồng ruộng đã được tìm thấy ở phía tây Santa Catarina. Gevaerd liền tới điều tra các vòng tròn, mà ông nói là tương tự những vòng tròn đồng ruộng mà ông đã điều tra ở châu Âu, bắt đầu với cánh đồng nằm cách Luân Đôn khoảng 150 dặm. Về sau ông thấy rằng vòng tròn đồng ruộng này là đồ giả mạo. Ông nói rằng chúng khác nhau về các khía cạnh quan trọng so với các vòng tròn đồng ruộng thật sự, và có bằng chứng về sự bịa đặt.

## Thông tin chính phủ
Gevaerd đã nói rằng một trong những lý do tại sao các nhà nghiên cứu UFO không để mình nản lòng vì thiếu bằng chứng cho lý thuyết của họ là do thực tế hầu hết họ tin vào sự tồn tại một âm mưu của chính phủ nhằm che giấu sự thật từ người dân. Ngày 15 tháng 4 năm 2004, Ủy ban các nhà UFO học Brasil của Gevaerd đã phát động một chiến dịch mang tên "Tự do Thông tin Ngay bây giờ!" với mục tiêu gây sức ép buộc chính phủ phải công bố thông tin về các vụ chứng kiến UFO.
Ngày 20 tháng 5 năm 2005, Gevaerd đã dẫn đầu một phái đoàn các nhà nghiên cứu UFO gặp gỡ các quan chức Không quân Brasil ở Brasília dưới quyền Lữ đoàn trưởng Telles Ribeiro, chỉ huy Trung tâm Truyền thông Công cộng của Không quân. Trong một cuộc phỏng vấn sau cuộc họp, Gevaerd cho biết nhóm của ông đã được cho xem thông tin về ba trường hợp cụ thể: lời khai của người đứng đầu Varig, Nagib Ayub, về một chiếc UFO được nhìn thấy trong không phận ở Rio Grande do Sul năm 1954, lời khai từ các phi công đuổi theo 21 UFO bay qua São Paulo, São José dos Campos và Rio de Janeiro vào tháng 5 năm 1986, và một cuộc điều tra về UFO của Không quân Brasil được tổ chức vào năm 1977 tại Pará, bởi Đại tá Uyrange Hollanda, người qua đời năm 1997. Theo Hollanda, "chúng tôi phát hiện ít nhất chín dạng vật thể. Tàu thăm dò, tàu vũ trụ hình đĩa bay... Tất cả các báo cáo được COMAR số 1 gửi tới Brasilia." Tại một hội thảo năm 2007 về UFO ở Chile, ông đã tiết lộ "Chiến dịch Cái Đĩa", một dự án nghiên cứu UFO tối mật do Không quân Brasil thực hiện.
Tháng 8 năm 2008, Gevaerd tuyên bố rằng chính phủ có rất nhiều thông tin UFO bay vào không phận Brasil mỗi ngày, nhưng từ chối công bố vụ việc. Thảo luận về chiến dịch công bố thông tin của chính phủ, tại một cuộc họp của những người đam mê UFO vào tháng 9 năm 2008, ông nói: "Chúng ta đang được nhiều nền văn minh từ các hành tinh khác ghé thăm. Tôi có cảm giác rằng chúng ta sẽ sớm có câu trả lời cho những câu hỏi mà chúng ta đang tìm kiếm."
Tháng 4 năm 2009, Gevaerd đã mô tả việc giải mật các tài liệu luôn được tuyên bố là TỐI MẬT là một sự kiện lịch sử. Ông nói rằng không có quốc gia nào đi xa trong việc tiết lộ thông tin về UFO như Brasil. Tháng 9 năm 2009, Gevaerd tuyên bố đã nhận được một bộ tài liệu chính phủ liên quan đến UFO mới đầy ý nghĩa, một số trong đó đã được giữ bí mật trong 80 năm. Các tài liệu bao gồm các chi tiết mới về các báo cáo về UFO từ đêm ngày 19 tháng 5 năm 1986, khi 21 vật thể hình cầu, theo nguồn tin quân sự có đường kính 100 feet, đã bị radar phát hiện và các phi công dân sự nhìn thấy và theo nghĩa đen làm trở ngại các sân bay chính ở Brasil bao gồm São Paulo và Rio de Janeiro. Tuy nhiên, Gevaerd nói trong một cuộc phỏng vấn rằng băng ghi âm các hoạt động đánh chặn từ sự kiện đó đã bị phá hủy. Tháng 3 năm 2010, Gevaerd đã thảo luận về việc hạ cấp các tài liệu về UFO của chính quyền Tổng thống Luiz Inácio Lula da Silva, nói rằng năm 2009 ông đã nhận được từ 50 đến 80 tài liệu với tổng số bốn nghìn trang chứa thông tin từ cuộc điều tra về hiện tượng UFO của quân đội.
Trong một cuộc phỏng vấn vào tháng 8 năm 2010 với Tạp chí Terra, Gevaerd đã bình luận về nghị định của Chính phủ Liên bang rằng Không quân nên gửi hồ sơ về bất kỳ trường hợp nhìn thấy UFO nào đến Trung tâm Lưu trữ Quốc gia, nói rằng quyết định này là để đáp lại chiến dịch của Ủy ban Người đam mê UFO Brasil vì tự do của thông tin. Ông lưu ý rằng các tài liệu được phát hành đã xác nhận rằng UFO từng được nhìn thấy thường xuyên và nói rằng chính phủ có hơn 12 tấn tài liệu về những trường hợp này. Nhận xét về một số tài liệu ban đầu được Không quân công bố vào ngày 20 tháng 3 năm 1996 khi có các vụ chứng kiến UFO tại năm thành phố ở miền nam Brasil, ông nói "Đó chỉ là phần nổi của tảng băng chìm." Không quân tuyên bố rằng họ sẽ không tiết lộ bất kỳ tài liệu bí mật nào. Lữ đoàn trưởng José Carlos Pereira, phụ trách hồ sơ UFO, nói: "Nếu một hiện tượng phi thường xảy ra, điều rõ ràng là nó sẽ được giữ kín dưới lớp vỏ bọc."

## Đời tư
Gevaerd có hai người con tên là Daniel và Daniela. Daniel đã tham gia "Casa de Vidro" (Nhà Kính), màn diễn sơ bộ của chương trình Big Brother Brasil 9, nhưng không được đưa lên sân khấu chính. Daniela là người quản lý và quản trị viên của Revista Ufo, và qua đời vào ngày 8 tháng 3 năm 2015 tại Campo Grande trong một vụ tai nạn xe hơi.